# China Nuclear Engineering Corporation
China Nuclear Engineering Corporation Limited («Китайская ядерная инженерная корпорация») — китайская инженерно-строительная корпорация, работающая в энергетической, военной и гражданской сферах. Основана в 2010 году, штаб-квартира расположена в Пекине. В рейтинге Forbes Global 2000 за 2022 год компания заняла 1541-е место.    

## Деятельность
China Nuclear Engineering Corporation проектирует и строит атомные электростанции (в том числе монтирует водяные и нейтронные ядерные реакторы); военные объекты (в том числе ядерные, аэрокосмические, авиационные, ракетные и военно-морские); объекты промышленной и гражданской инфраструктуры (в том числе в сфере нефтехимии, энергетики, металлургии, строительных материалов, транспорта, связи, коммунального хозяйства и жилой застройки).
По итогам 2021 года основные продажи корпорации пришлись на промышленное и гражданское строительство (80,7 %), а также на атомную энергетику (14,3 %). Крупнейшим рынком оказался Китай (более 80 млрд юаней или 96,7 % выручки).

## Акционеры
Крупнейшими акционерами China Nuclear Engineering Corporation являются SASAC (61,8 %), China Cinda Asset Management (11,8 %), GF Fund Management (1,44 %) и China International Capital Corporation (0,6 %); 26,15 % акций компании находятся в свободном обращении на фондовой бирже. Государственным пакетом акций формально управляет энергетический холдинг China National Nuclear Corporation в лице своей дочерней компании China Nuclear Engineering & Construction Corporation.